# Thornhill (Kentucky)
Thornhill és una població dels Estats Units a l'estat de Kentucky. Segons el cens del 2000 tenia 175 habitants.

## Demografia
Segons el cens del 2000, Thornhill tenia 175 habitants, 72 habitatges, i 60 famílies. La densitat de població era de 1.351,4 habitants/km².
Dels 72 habitatges en un 29,2% hi vivien nens de menys de 18 anys, en un 73,6% hi vivien parelles casades, en un 8,3% dones solteres, i en un 15,3% no eren unitats familiars. En el 13,9% dels habitatges hi vivien persones soles el 6,9% de les quals corresponia a persones de 65 anys o més que vivien soles. El nombre mitjà de persones vivint en cada habitatge era de 2,43 i el nombre mitjà de persones que vivien en cada família era de 2,66.
Per edats la població es repartia de la següent manera: un 21,1% tenia menys de 18 anys, un 2,9% entre 18 i 24, un 20,6% entre 25 i 44, un 31,4% de 45 a 60 i un 24% 65 anys o més.
L'edat mediana era de 47 anys. Per cada 100 dones de 18 o més anys hi havia 91,7 homes.
La renda mediana per habitatge era de 84.326 $ i la renda mediana per família de 100.391 $. Els homes tenien una renda mediana de 61.000 $ mentre que les dones 48.125 $. La renda per capita de la població era de 38.698 $. Cap de les famílies estaven per davall del llindar de pobresa.

## Poblacions més properes
El següent diagrama mostra les poblacions més properes.